# Феодосийская улица (Москва)
Феодоси́йская у́лица — улица в районе Северное Бутово Юго-Западного округа Москвы. Отходит на юг от улицы Грина.

## История
В прошлом была в составе посёлка ВИЛАР, и называлась Северной улицей.
С 19 марта 1984 года — в черте Москвы, 6 февраля 1985 года получила современное название в честь города Феодосия в Республике Крым. Таким образом, Феодосийская улица вместе с расположенными рядом улицей Грина и Коктебельской улицей составляет тематический микрокомплекс крымских названий.

## Здания и сооружения
№ 1, корп. 1 — здание в стиле ар-деко, построенное в начале 1930-х годов, является одним из старейших на территории района. Отмечено в справочнике по архитектуре советского авангарда как пример постройки, характеризующей городскую среду своего времени. В 1934—1955 годах здесь находилось НИИ пчеловодства, с 1955 года — НИИ самолётного оборудования, а с 1959 года — НИИ радиосвязи, где были созданы передатчик «Планета», установленный на «Спутнике-1» и система «Заря» для космических кораблей «Восток-1» и «Восток-2», обеспечивавшая связь с их пилотами Ю. А. Гагариным и Г. С. Титовым.
Будучи заведующим библиотекой Института пчеловодства, здесь долгие годы работал секретарь Л. Н. Толстого Х. Н. Абрикосов. В качестве сотрудника НИИСО и МНИИРС тут работал Ю. С. Быков, главный конструктор системы связи «Заря», директор МНИИРС в 1965—1970 годах, а также главный конструктор системы связи для кораблей «Союз» «Заря-3Б» В. А. Расплетин и создатель антенных устройств для истребителя Як-3 Л. Н. Корсунский.